# Betalningssäkring
Åtgärd för indrivning av tull, avgift eller skatt som beslutas och verkställs av Kronofogdemyndigheten. För att säkerställa betalning av fordringar av denna typ får så mycket av gäldenärens egendom som svarar mot fordringen tas i anspråk genom betalningssäkring (SFS (1978:880) om betalningssäkring för skatter, tullar och avgifter).
Om fordran ännu ej blivit fastställd, får betalningssäkring ske högst för det belopp som motsvarar vad som troligen kommer att bli fastställt.
Kammarrätterna i Stockholm och Göteborg har gjort olika bedömningar av huruvida systemet med betalningssäkring redan för interimistiska beslut är förenligt med artikel 6 i Europakonventionen. Rådande praxis verkar vara att betalningssäkring får genomföras interimistiskt om det finns en brottsmisstanke bakom fordran. I ett mål gällande skattetillägg, då skattetillägg ansågs innefatta en anklagelse för brott, menade man att betalningssäkring kunde genomföras även innan dom vunnit laga kraft. Skattetillägg är formellt nämligen inget straff utan en avgift som godtyckligt kan påföras av Skatteverket, och överklagande till förvaltningsrätt (tidigare länsrätt) hindrar inte avgiftens indrivning. Tanken bakom är att skattetillägget återbetalas om domstol så beslutar, och Skatteverket är ju 100% kreditvärdig.